# Efidacia
Efidacia es, en la mitología griega, una ninfa que se enamoró de Hilas, favorito de Hércules, cuando aquel estaba cogiendo agua en la fuente de un bosque. Se le atribuye a Efidacia el rapto de Hilas en la que le sujetó por una mano y le sumergió  en el fondo de la fuente, donde estaba su morada. Apolonio de Rodas en su poema Argonáuticas menciona que Afrodita le habría debilitado el corazón a Efidacia por lo que se rindió a la belleza de Hilas conllevando a su rapto a orillas del pozo.